# Michel Medinger
Michel Medinger (18. dubna 1941 Lucemburk – ? 14. ledna 2025) byl lucemburský fotograf a bývalý sportovec.

## Životopis
Michel Medinger byl běžec na střední tratě. Zúčastnil se běhu na 800 metrů na Letních olympijských hrách 1964 v Tokiu. Jeho otec, také Michel Medinger, byl běžcem na Letních olympijských hrách v roce 1936.
Medinger zemřel 14. ledna 2025 ve věku 83 let.

## Fotografie
Michel Medinger byl v oblasti fotografie samouk. Po dobu 40 let experimentoval s mnoha různými technikami, včetně černobílé fotografie, experimentů v temné komoře a polaroidů, a vyvinul si tak svůj vlastní jedinečný styl.
Jeho fotografie se často zaměřovaly na zátiší; inscenace různých předmětů, které sbíral, včetně kostí, zvířecích těl a dalších, které pak sestavoval do kompozice a následně je fotografoval.

## Sbírky
- Château d'eau de Toulouse

## Samostatné výstavy
- 2008: Grande salle de Robien, Saint-Brieuc
- 2006: Luxembourg House, New York - Galerie Permadocument, Brusel
- 2005: France, Strasbourg: Stimultania - L'été de la Photographie Stimultania - Strasbourg / Galerie Vrais Rêves
- 2004: Galerie Forlivese, Bertinoro, Italie
- 2003: Center for Photographic Art, Carmel-by-the-Sea, Kalifornie - Maison du Luxembourg, Berlín
- 1994: Promenade Photographique en Pyrénées - Tarbes - Galerie Ken Damy - Brescia Itálie
- 1993: Festival de l'Image Le Mans / Galerie Vrais Rêves
- 1992: Galerie Nei Liicht, Lucembursko
- 1988: Galerie Hénin Beaumont avec le concours de la Galerie Michelle Chomette, Paříž
- 1986: Galerie Objectiv, Saarbrucken
- 1985: Galerie 52, Lucembursko
- 1983: Old Cost House Gallery, Pacific Grove, Kalifornie

## Skupinové výstavy
- 2004: La galerie fait sa foire Galerie Vrais Rêves, Lyon
- 2003: La galerie fait sa foire Galerie Vrais Rêves, Lyon
- 2002: La galerie fait sa foire Galerie Vrais Rêves, Lyon
- 1993: Estival 93 Hôtel du Musée Arles / Galerie Vrais Rêves

Regard sur la création photographique Luxembourgeoise Galerie Vrais Rêves, Lyon
L'esprit du Temps Villa du Parc - Annemasse
- 1992: Polaroïd Sélection N° 6 I.D. International Edimbourg, Velká Británie
- 1990: SIRP de Royan
- 1988: Polaroïd Sélection N°4
- 1986: Zvláštní cena Lucemburského kulturního fondu

## Publikace
- Cabinets de curiosités, Higgins
- 2007, China Round Trips, Michèle Koltz-Chedid, Ruo Shi, Michel Medinger